# Liste der Biografien/Goy
Liste der Biografien |
Portal Biografien |
Personensuche
# |
A |
B |
C |
D |
E |
F |
G |
H |
I |
J |
K |
L |
M |
N |
O |
P |
Q |
R |
S |
T |
U |
V |
W |
X |
Y |
Z |
?
 
Ga |
Gb |
Gc |
Gd |
Ge |
Gf |
Gh |
Gi |
Gj |
Gk |
Gl |
Gm |
Gn |
Go |
Gp |
Gq |
Gr |
Gs |
Gu |
Gv |
Gw |
Gy |
Gz
 
Goa |
Gob |
Goc |
God |
Goe |
Gof |
Gog |
Goh |
Goi |
Goj |
Gok |
Gol |
Gom |
Gon |
Goo |
Gop |
Gor |
Gos |
Got |
Gou |
Gov |
Gow |
Goy |
Goz
Die Liste der Biografien führt alle Personen auf, die in der deutschsprachigen Wikipedia einen Artikel haben. Dieses ist eine Teilliste mit 62 Einträgen von Personen, deren Namen mit den Buchstaben „Goy“ beginnt.

## Goy
- Goy, Alexandra (* 1944), feministische deutsche Rechtsanwältin
- Goy, Fritz (1877–1948), deutscher Architekt, Schriftsteller, Zeichner und Maler
- Goy, Hans-Jürgen (* 1952), deutscher Fußballspieler
- Goy, Samuel (1879–1949), deutscher Agrikulturchemiker
- Goy, Sebastian (* 1943), deutscher Dichter und Hörspielautor
- Goy-Chavent, Sylvie (* 1963), französische Politikerin

### Goya
- Goya, Chantal, französische Schauspielerin und SängerinChantal Goya

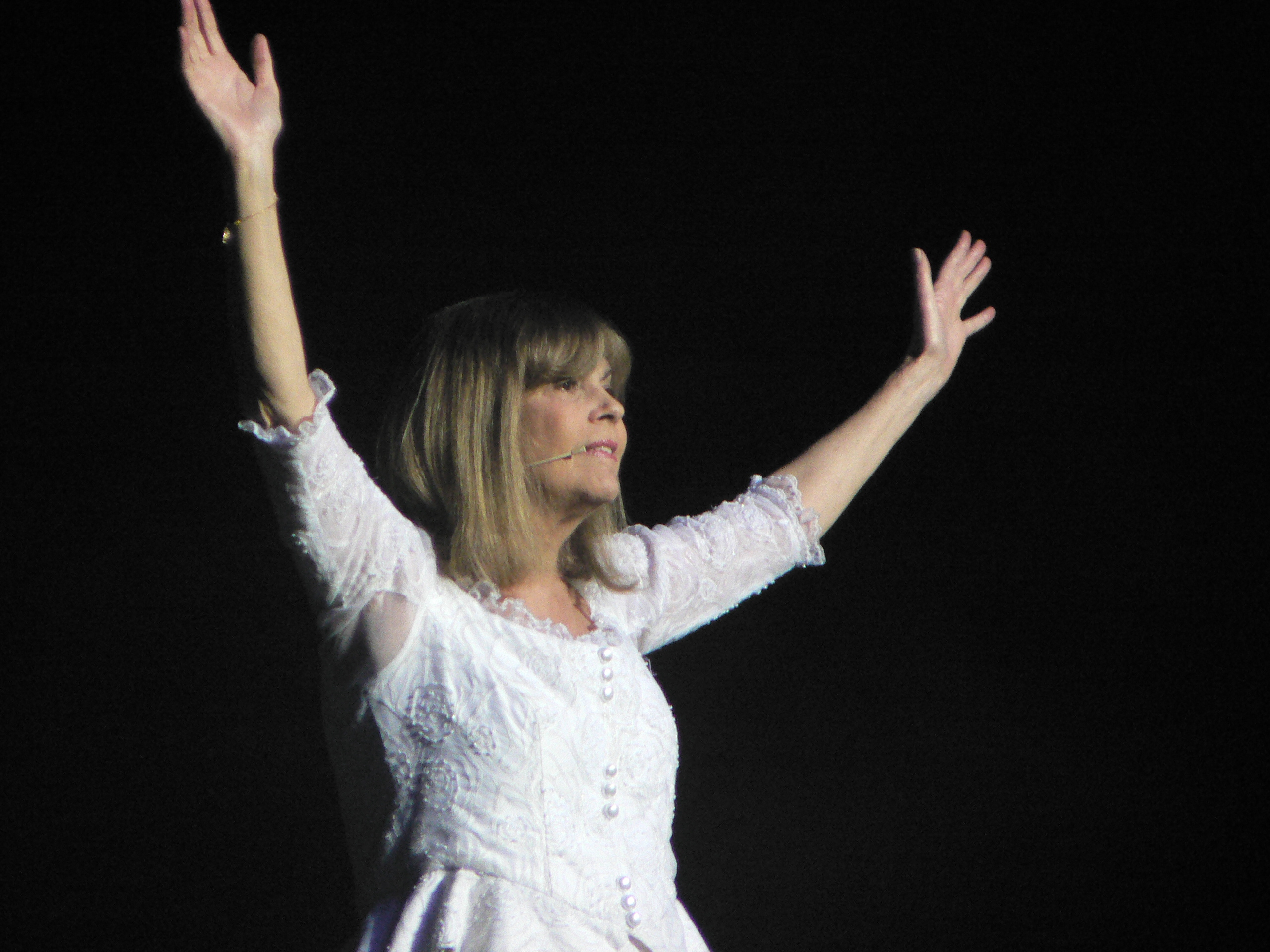
Chantal Goya

- Goya, Dodo (1939–2017), italienischer Jazzmusiker (Bass, Komposition)
- Goya, Francisco de (1746–1828), spanischer Maler und Grafiker
- Goya, Hiroto (* 1994), japanischer Fußballspieler
- Goyanes, Manuel J. (1913–1983), spanischer Filmproduzent
- Goyard, Nicolas (* 1996), französischer Windsurfer
- Goyard, Thomas (* 1992), französischer Windsurfer
- Goyarrola Belda, Raimo Ramón (* 1969), spanischer römisch-katholischer Geistlicher, Bischof von Helsinki in Finnland
- Goyau, Georges (1869–1939), französischer Religionshistoriker und Essayist

### Goyb
- Goybet, Victor (1865–1947), französischer General im Ersten Weltkrieg

### Goyc
- Goyco, Charytín (* 1954), dominikanische Sängerin, Fernsehmoderatorin und Schauspielerin
- Goycochea, Sergio (* 1963), argentinischer FußballtorwartSergio Goycochea (* 1963)

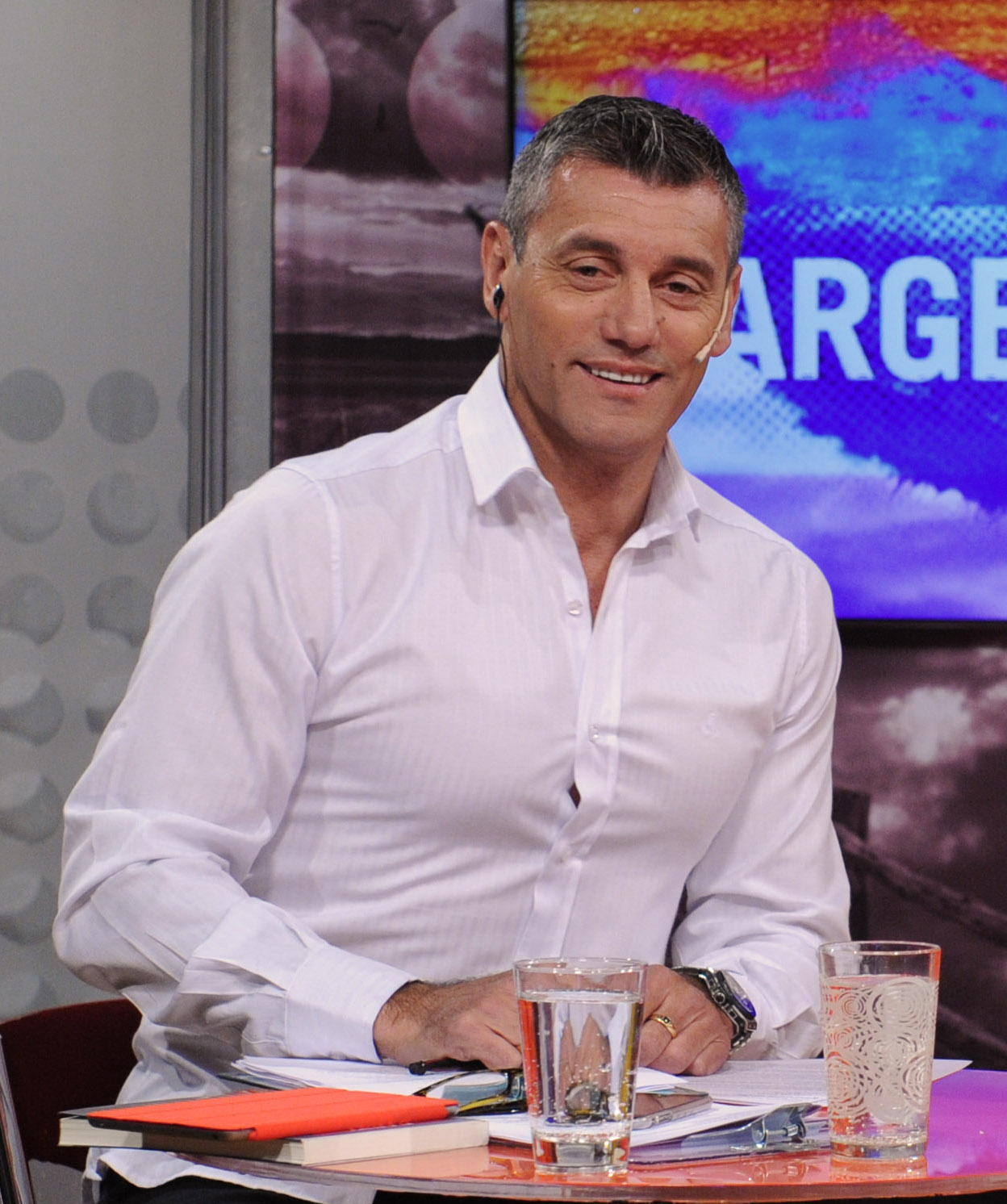
Sergio Goycochea (* 1963)

### Goyd
- Goyder, George (1826–1898), australischer Geodät und Leiter der Vermessungsbehörde, die 1869 Darwin gründete
- Goydke, Jürgen (1933–2001), deutscher Jurist
- Goydke, Tim (* 1971), deutscher Ökonom und Japanologe

### Goye
- Gøye, Birgitte (1511–1574), dänische Adlige, Hofdame und Schulgründerin von Herlufsholm
- Gøye, Mogens († 1544), dänischer Adliger
- Goyen, Jan van (1596–1656), holländischer Landschaftsmaler
- Goyen, Jerry (1941–1981), US-amerikanischer Skispringer
- Goyen, William (1915–1983), US-amerikanischer Schriftsteller
- Goyeneche, José Ramón (* 1941), spanischer Radrennfahrer
- Goyeneche, Roberto (1926–1994), argentinischer Tangomusiker
- Goyeneche, Roberto Emilio (1898–1925), argentinischer Bandleader, Tangopianist und -komponist
- Goyeni, Mathías (* 1995), uruguayischer Fußballspieler
- Goyens, Al (1920–2008), belgischer Jazzmusiker (Trompete, Arrangement, Orchesterleitung)
- Goyens, Monique (* 1959), belgische Juristin, Direktorin des Europäischen Verbraucherverbands
- Goyer, David S. (* 1965), US-amerikanischer Drehbuchautor und FilmregisseurDavid S. Goyer (* 1965)

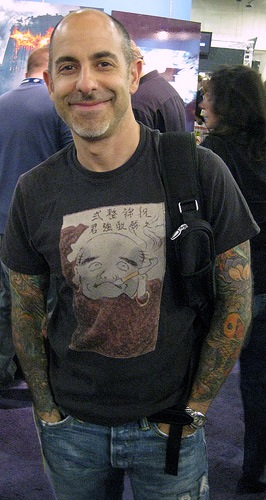
David S. Goyer (* 1965)

- Goyer, Jean-Pierre (1932–2011), kanadischer Politiker
- Goyeram, Clarence (* 1990), schwedischer Boxer
- Goyers, Jacobus (1719–1809), Theologe, Kirchenhistoriker und Bibliograph
- Goyert, Georg (1884–1966), deutscher literarischer Übersetzer und Lehrer
- Goyes, Wilson (* 1998), ecuadorianischer Radrennfahrer
- Goyet, Olivier, französischer Komponist und Musiker
- Goyette, Cynthia (* 1946), US-amerikanische Schwimmerin
- Goyette, Danielle (* 1966), kanadische Eishockeyspielerin und -trainerin
- Goyette, Marie (* 1959), kanadische Musikerin (Piano, Theremin, Akkordeon, Stimme)
- Goyette, Phil (* 1933), kanadischer Eishockeyspieler

### Goyk
- Goyke, Frank (* 1961), deutscher Schriftsteller
- Goykovich, Dusko (1931–2023), jugoslawisch-deutscher Jazztrompeter bzw. -flügelhornist, Arrangeur und Bandleader

### Goym
- Göymen, Şanver (* 1967), türkischer Fußballspieler

### Goyn
- Göynüklü Ahmed Efendi († 1759), türkischer Chronist und Kanzleisekretär

### Goyo
- Goyo, Dakota (* 1999), kanadischer Schauspieler
- Goyoaga, Francisco (1920–1980), spanischer Springreiter
- Goyon de Matignon, Charles Auguste de (1647–1729), französischer Aristokrat und Militär, Marschall von Frankreich
- Goyon de Matignon, Jacques de (1643–1727), französischer römisch-katholischer Geistlicher und Bischof von Condom
- Goÿon de Matignon, Jacques II. de (1525–1598), Marschall von Frankreich, Militär, Bürgermeister von Bordeaux
- Goyon, Jean-Claude (1937–2021), französischer Ägyptologe
- Goyone, Daniel (* 1953), französischer Jazz- und Fusionmusiker

### Goyr
- Goyrand, Claude († 1662), französischer Kupferstecher und Radierer
- Goyri, María (1873–1954), spanische Autorin, Philologin und Hochschullehrerin

### Goys
- Goÿs de Mézeyrac, Louis de (1876–1967), französischer General der Luftstreitkräfte

### Goyt
- Goytisolo, José Agustín (1928–1999), spanischer Dichter
- Goytisolo, Juan (1931–2017), spanischer Schriftsteller und JournalistJuan Goytisolo (1931–2017)

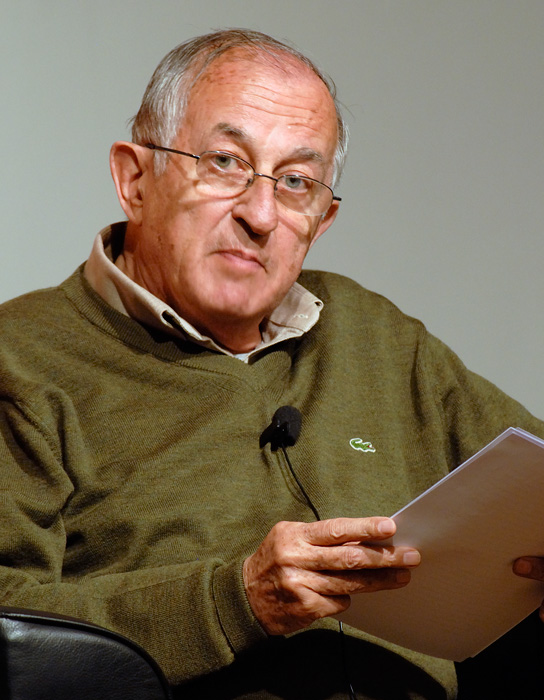
Juan Goytisolo (1931–2017)

- Goytisolo, Luis (* 1935), spanischer Schriftsteller

### Goyv
- Goyvaerts, Fernand (1938–2004), belgischer Fußballspieler, -manager und Spielervermittler

### Goyz
- Goyzueta, Jesús (* 1947), peruanischer Fußballtorwart